# سینما فرهنگ (اراک)
سینما فرهنگ نام سینمایی در شهر اراک در کشور ایران است. این سینما در ۱۳۳۹ تأسیس شد.

## تاریخچه
پیش‌تر این سینما با نام «سینما دیانا» شناخته می‌شد و دارای دو سالن بنام‌های دنیا و دیامون بود که به مرور سالن دیامون تعطیل شد و سالن دنیا با نام جدید «فرهنگ» به فعالیت خود ادامه داد.
قبل از بازسازی سینما عصرجدید این سینما یکی از پر رونق‌ترین سینماهای شهر و کشور بود.
ظرفیت این سینما ۶۰۰ صندلی بود.
در حالی که این سینما یکی از نمادهای شهر اراک و یکی از مکان های خاطره انگیز اراک برای ساکنین قدیمی شهر می باشد ولی متاسفانه مدتی است که این سینما تعطیل شده و مشغول به فعالیت نمی باشد. 